# ایکس گیمز مینیاپولیس ۲۰۱۷
بازی‌های ایکس مینیاپولیس ۲۰۱۷ یک رویداد ورزشی اکشن بود که از ۱۳ تا ۱۶ ژوئیه ۲۰۱۷، در استادیوم بانک ایالات متحده در مرکز شهر مینیاپولیس، مینه‌سوتا برگزار شد.
این ایکس گیمز تابستانی نخستین دوره‌ای بود که در منطقه غربیِ کشور برگزار می‌شد و اولین دوره ایکس گیمز بود که در ایالت مینه‌سوتا برگزار می‌شد. این بازی‌ها از طریق شرکت ای‌اس‌پی‌ان و شرکت پخش رسانه‌ای آمریکا به نمایش درآمدند.

## پیشنهادها
پس از توافق سه‌ساله با پیست امریکاس، شرکت ای‌اس‌پی‌ان روند ارائه پیشنهادها را برای هر شهری در ایالات متحده که شرایط لازم برای میزبانی بازی‌های ایکس تابستانی ۲۰۱۷ و ۲۰۱۸ را داشته باشد، آغاز کرد.
مینیاپولیس توانست بر تعدادی از دیگر شهرها از جمله فورت لادردیل، فلوریدا، پرویدنس، رود آیلند، و لانگ آیلند، نیویورک پیروز شود و میزبان سال ۲۰۱۷ مسابقات ایکس گیمز شود.
دیترویت، میشیگان به عنوان یکی از گزینه‌های اصلی برای این بازی‌ها دیده می‌شد، اما به دلیل مشکل زمان‌بندی بین استادیوم فورد و آرنا جو لوئیس، پیشنهاد خود را برای میزبانی ارائه نداد.
شهرهای دیگری که ابراز علاقه کردند شامل شارلوت، کارولینای شمالی و شیکاگو، ایلینوی بودند.

## روز به روز رویداد

### پنج‌شنبه
بازی‌ها در پنج‌شنبه، ۱۳ ژوئیه ۲۰۱۷ آغاز شدند. در این روز سه رویداد برگزار شد. اولین مسابقه بی‌ام‌ایکس عمودی بود که در آن وینس بایرون از استرالیا موفق به کسب مدال طلا شد و جیمی بستوک از بریتانیا را پشت سر گذاشت. دومین رویداد این روز، اسکیت‌بورد عمودی بود که در آن موتو شیباتا مدال طلا را به دست آورد و به نخستین رقیب ژاپنی تبدیل شد که موفق به کسب مدال طلا در بازی‌های ایکس شده است. آخرین رویداد روز، رویداد مسابقه تخت پیست هارلی-دیویدسون بود که سامی هالبرت از آمریکا برنده آن شد.

### جمعه
در جمعه، ۱۴ ژوئیه، چهار رویداد برگزار شد. اولین رویداد، رویداد بی‌ام‌ایکس خیابانی بود که در آن گارت رینولدز از آمریکا مدال طلا را به دست آورد. پس از آن، رویداد اسکیت‌بورد خیابانی زنان برگزار شد که در آن آوری نیشیمورا، اسکیت‌برد سوار پانزده‌ساله ژاپنی، موفق به کسب مدال طلا شد. رویداد بعدی، رویداد بی‌ام‌ایکس بیگ‌ایر بود که در آن جیمز فاستر از آمریکا مدال طلا را به دست آورد. روز با رویداد موتو ایکس فری‌استایل به پایان رسید که در آن لوی شروود از نیوزیلند اولین مدال طلای خود را در بازی‌های ایکس به دست آورد.

### شنبه
شنبه، ۱۵ ژوئیه، بزرگ‌ترین روز بود و هشت رویداد برگزار شد. روز با رویداد بی‌ام‌ایکس ماسه‌ای آغاز شد که در آن کلتون واکر از آمریکا مدال طلا را به دست آورد. سپس، رویداد موتو ایکس ست‌آپ برگزار شد که در آن جریدد مک‌نیل از استرالیا مدال طلا را به خانه برد. در سومین رویداد روز، الیوت اسلین از آمریکا در رویداد اسکیت‌برد بیگ‌ایر مدال طلا را به دست آورد. چهارمین رویداد روز، رویداد اسکیت‌بورد خیابانی آماتورها بود که جگر ایاتن، اسکیت‌برد سوار هفده‌ساله آمریکایی، مدال طلا را کسب کرد. پنجمین رویداد روز، رویداد اسکیت‌بورد خیابانی مردان بود که در آن کِل‌وین هوفلر از برزیل مدال طلا را به دست آورد. رویداد پارک اسکیت‌برد زنان بعد از آن برگزار شد که در آن برایتن زونر، اسکیت‌برد سوار سیزده‌ساله آمریکایی، مدال طلا را کسب کرد و به جوان‌ترین فردی تبدیل شد که تاکنون در بازی‌های ایکس مدال طلا برده است. پیش از آخرین رویداد روز، رویداد موتو ایکس بست‌ویپ برگزار شد که در آن دِستین کنتریل از آمریکا مدال طلا را به دست آورد. آخرین رویداد، رویداد موتو ایکس بست‌تریک بود که در آن لوی شروود از نیوزیلند مدال طلا را به دست آورد.

### یک‌شنبه
یک‌شنبه، ۱۶ ژوئیه، آخرین روز ایکس گیمز بود و چهار رویداد باقی‌مانده بود. اولین رویداد، رویداد بی‌ام‌ایکس ماسه‌ای بود که در آن کلتون واکر از آمریکا مدال طلا را به دست آورد. در دومین رویداد، رویداد اسکیت‌پارک، الکس سورگنتی از آمریکا مدال طلا را کسب کرد. کایل بالدک از استرالیا در رویداد بی‌ام‌ایکس بست‌تریک مدال طلای را به دست آورد. آخرین رویداد بازی‌های ایکس، رویداد موتو ایکس کوارترپایپ های‌ایر بود که در آن کُل‌بی راها از آمریکا مدال طلا را به دست آورد و تایر برمن از آمریکا مدال نقره را دریافت کرد.